# 中共中央文教政治部
中共中央文教政治部，是1964年至1970年设立的中共中央直属机构。

## 历史
1960年代初，中国人民解放军涌现了一大批著名英雄模范人物与先进集体，如雷锋、王杰、“南京路上好八连”、广州部队“南海前哨钢八连”等等，中央领导人毛泽东、刘少奇、周恩来、朱德、林彪等纷纷为他们题词，全国范围内掀起了学习解放军的热潮。在此背景下，1964年初，毛泽东指示“全国学习人民解放军，从中央到地方自上而下建立政治部，加强政治思想工作。”国务院当时有近90个部委，按照归口管理原则设有一系列办公室，由分管副总理负责。中央决定在国务院的“各口”建立中央一级的政治部、国务院各部委建立部一级的政治部。其中国务院文教办公室，由副总理张际春兼主任，归口领导文化部、教育部、高教部、卫生部等。
设立中共中央文教政治部，领导为：
- 主任：
- 副主任
  - 孙正（l966年8月,从援越工程指挥部政委调任中共中央文教政治部副主任兼国务院文教办公室副主任）

1970年，中央机构大精简合并，国务院从90个部委精简合并为27个，人员总数仅为原机关工作人员的18%，所有中央一级的政治部全部撤并。